# Chlebak (torba)

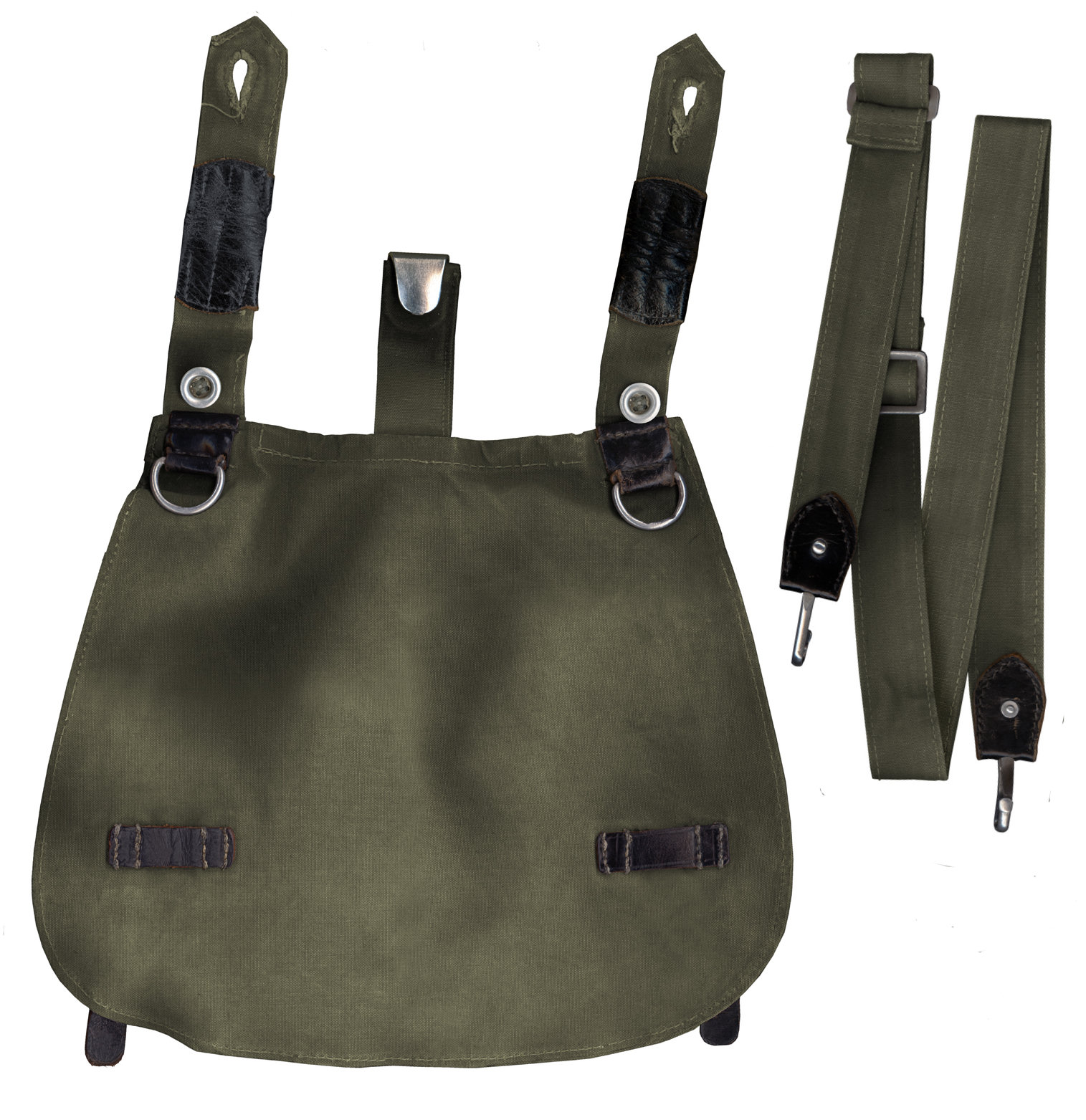
Chlebak

Chlebak – nieduża torba służąca do przenoszenia żywności oraz niektórych przedmiotów wyposażenia żołnierza (np. zapasowa amunicja, granaty, manierka, przybory toaletowe).
Do XIX wieku chlebaki były wykonywane z lnianego lub bawełnianego brezentu. Obecnie stosuje się chlebaki wykonane z innych, nowocześniejszych tkanin (np. cordury).
Chlebak najczęściej mocowany jest do pasa głównego (z tyłu; noszony jest pod plecakiem). Może, także posiadać pas naramienny. 